# Barnabáš Lacík
Barnabáš Lacík (* 6. května 2002 Brno) je český fotbalový záložník a bývalý mládežnický reprezentant angažovaný v Opavě.

## Klubová kariéra
Než působil ve Zbrojovce, prošel mládežemi Lovčiček, Otnic a Sparty Brno.

### FC Zbrojovka Brno
V dospělých kategoriích nastupoval výhradně v rezervě, kde za 12 zápasů vstřelil dvě branky. Za A-tým nastoupil do 3 pohárových zápasů, druholigový debut zaznamenal 24. září 2021 při výhře 6:1 nad Ústím n. Labem.

### MFK Vyškov
V únoru 2022 posílil Vyškov. Premiérový gól vstřelil 2. dubna proti Viktorii Žižkov, kdy v 18. minutě otevíral skóre utkání, který skončil výhrou Vyškovanů 2:1. Za tři roky napomohl klubu do tří baráží, ve vyškovském dresu nastoupil celkem do 90 zápasů. Z Vyškova byl krátce na hostování ve Vlašimi.

### SFC Opava
Dne 10. června 2025 podepsal dvouletou smlouvu v SFC.

## Reprezentační kariéra
Lacík byl taktéž mládežnickým reprezentantem. Obdržel jedinou pozvánku, a to do kategorie U20 na zápasy s Polskem a Portugalskem. V prvním zápase odehrál 26 minut, druhý proseděl na střídačce.